# Храм Светог Саве у Вршанима
Храм Светог Саве у Вршанима је храм Српске православне цркве, припада Еперхији зворничко-тузланској.   Градња храма почела је 1979. године недалеко од мјеста гдје је постојао храм који је саграђен 1903.године, у вријеме службовања свештеника Николе Шкорића. Храм је због испуцалих зидова порушен 1979.године. Цигле порушеног храма уграђене су у садашњи храм. Исте године темеље је освештао  епипскоп зворничко-тузлански г. Василије. Након завршене градње 1981. године храм је освештао 18. октобра исте године надлежни архијереј г. Василије.
Данашњи храм живописао је 1985. године Драган Бјелогрлић из Новог Сада. Иконостас је пренесен из старога храма, а нема података о томе ко га је израдио. Нове иконе на иконостасу живописао је Никола Лубардић из Београда 2011. године. 
При овом храму чувају се или су још у употреби сљедеће богослужбене књиге: Четворојеванђеље (Кијев, 1892. година), Апостол (Сарајево, 1892. године), Октоих (Сарајево, 1892. године), Општи минеј (Сарајево, 1899. године), Празнични минеј (1901. године), Цвјетни триод (Петровград, 1894. године), Посни триод (Москва, 1895. године), Четворојеванђеље (1890. године) и Библија (1820. године). 